# Artsyi (huyện)
Huyện Artsyi (tiếng Ukraina: Арцизький район, chuyển tự: Artsyis’kyi raion) là một huyện của tỉnh Odessa thuộc Ukraina. Huyện Artsyi có diện tích 1379 km², dân số theo điều tra dân số ngày 5 tháng 12 năm 2001 là 51251 người với mật độ 37 người/km2. Trung tâm huyện nằm ở Artsyz.